# Grouppa krovi
 (juin 2012).
Si vous disposez d'ouvrages ou d'articles de référence ou si vous connaissez des sites web de qualité traitant du thème abordé ici, merci de compléter l'article en donnant les références utiles à sa vérifiabilité et en les liant à la section « Notes et références ».
Albums de Kino
Notch
(1986) Posledni gueroï
(1989)
Grouppa krovi (en russe : Группа крови), qui signifie « groupe sanguin », est un album du groupe soviétique de rock Kino, sorti en 1988. Il a été réédité en 1996 par Moroz Records. La couverture de l'album participe de l'art avant-garde de l'après-guerre russe avec des artistes comme El Lissitzky[réf. nécessaire]. 
Une version courte de l'album est sortie aux États-Unis en 1989, soutenue par Capitol Records. 
L'album deviendra l'un des albums les plus populaires du groupe en Union soviétique ainsi que dans le reste du monde, avec de nombreux morceaux, principalement le morceau éponyme à l'album, étant communément cité dans le top 100 des morceaux de musiques en langue russe.

## Liste des chansons
1. Группа крови (Groupe sanguin) – 4:45
2. Закрой за мной дверь, я ухожу (Ferme derrière moi, je sors) – 4:15
3. Война (Guerre) – 4:04
4. Спокойная ночь (Bonne nuit) – 6:07
5. Мама, мы все тяжело больны (Maman, nous sommes tous gravement malades) – 4:06
6. Бошетунмай (Boshetunmay) – 4:09
7. В наших глазах (Dans nos yeux) – 3:34
8. Попробуй спеть вместе со мной (Essaie de chanter avec moi) – 4:35
9. Прохожий (Le passant) – 3:39
10. Дальше действовать будем мы (On va continuer) – 3:55
11. Легенда (Légende) – 4:10

## Membres du groupe
- Viktor Tsoï - guitare, chant
- Iouri Kasparian - guitare
- Igor Tikhomirov - basse
- Gueorgui Gourianov - percussions, chœurs
- Andreï Sigle - claviers

## Dans la culture populaire
- Le groupe de heavy metal américain Metallica a repris le morceau Gruppa Krovi durant un live au stade Loujniki le 21 juillet 2019, vingt neuf ans et un jour après la dernière performance de Kino dans ce stade, avant l'accident de voiture de Viktor Tsoi, chanteur du groupe[3].
- La chanson-titre de l'album, Gruppa Krovi, a également été enregistrée en anglais sous le nom de Blood Type. Elle est présente (en russe) sur la radio Vladivostok FM du jeu vidéo Grand Theft Auto IV.